# Jainkoppa, Khanapur
Jainkoppa là một làng thuộc tehsil Khanapur, huyện Belgaum, bang Karnataka, Ấn Độ.